# Snapple
Snapple är en amerikansk fruktdryck och en dryckestillverkare i Rye Brook, New York.   
Snapple startades 1972 och ingår i Dr Pepper Snapple Group. Snapple säljs främst i ikoniska 47,3cl glasflaskor. Smakutbudet består av fruktdrycker, lemonader och istéer. Snapple har ofta varit synlig i populärkulturen, och förekom frekvent i TV-serierna Seinfeld och Vänner.  
Snapple tillverkas för den europeiska marknaden av det brittiska företaget A.G. Barr, och marknadsförs i Sverige av Hemberga Dryckesgrossisten AB.